# Rare Exports
Rare Exports is een Fins-Scandinavische fantasyfilm uit 2010 onder regie van  Jalmari Helander. Hij schreef het verhaal hiervan samen met zijn broer Juuso en bracht dit in 2003 al eens uit als kortfilm (als Rare Exports Inc.). Rare Exports won Jussi Awards voor beste cinematografie, beste art-direction, beste montage, beste muziek, beste geluid en beste kostuums. Daarnaast won de productie de prijs voor beste film op het Filmfestival van Sitges 2010 en regisseur Helander de Variety Piazza Grande Award van het Internationaal filmfestival van Locarno 2010.
Rare Exports is een Kerstverhaal met een duistere insteek.

## Verhaal
Het kleine jongetje Pietari woont samen met zijn vader Rauno in het besneeuwde berggebiedje Korvatunturi. De volwassenen in het plaatsje komen er aan de kost met het vangen en verhandelen van rendieren.
De plaatselijke stilte wordt verstoord door werkmannen die met explosieven de bovenkant van een nabijgelegen heuvel opblazen. Pietari en zijn vriendje Juuso bespioneren de arbeiders vanuit de bosjes. Hun baas Riley deelt zijn mannen euforisch mee dat ze een heilig graf hebben gevonden. Juuso vertelt Pietari dat in de grafheuvel het lichaam van de originele, échte Kerstman ligt. Dat wil zeggen: niet de goedaardige kindervriend die cadeaus brengt tijdens Kerstmis, maar een demonisch wezen dat volgens de verhalen kinderen vermoordde en opat. Pietari zoekt dit thuis op in een boek en vindt inderdaad gruwelijke teksten over en afbeeldingen van deze echte Kerstman.
Wanneer Rauno kort na de explosie met zijn vrienden Piiparinen en Aimo op pad gaat, treffen ze nog maar een paar levende rendieren aan. Tientallen van de runderen liggen afgeslacht in de sneeuw, nu waardeloos voor de handel. Daarnaast vinden ze een bebaarde, naakte man in de sneeuw. Die blijkt nog te leven, maar reageert nergens op. Rauno en zijn vrienden brengen hem naar de schuur. Ze gaan ervan uit dat de naakte man bij de ploeg hoort die voor de explosie op de berg zorgde én dat die verantwoordelijk is voor de dode rendieren. Daarom eisen ze van de man dat hij ervoor zorgt dat ze financiële compensatie krijgen. Ze krijgen alleen met geen mogelijkheid een reactie uit hem los. Zijn blik verraadt wel interesse wanneer Pietari de schuur instapt. Die vertelt de volwassenen dat hun gevangene geen werkman is, maar de originele, kinderen ontvoerende Kerstman. Pietari vertelt dat hij en Juuso bij de heuvel hoorden dat dit precies is waar de werkploeg naar zocht. Bovendien is hij erachter gekomen dat alle andere kinderen in het dorp inmiddels verdwenen zijn. 
Rauno, Aimo en Piiparinen nemen contact op met Riley. Ze vertellen hem dat ze de Kerstman hebben die hij zocht en die aan hem willen verkopen. Ze willen €85.000,- voor hun gevangene, ter compensatie van de verpeste rendierhandel. Wanneer Riley arriveert, verklaart hij alleen dat hun gevangene niet de Kerstman is, maar één van diens helpers. Ze blijken omsingeld door 198 van deze agressieve, zwijgende, naakt door de sneeuw ploegende mannen. De échte Kerstman staat in een schuur met nummer '24' op de voorkant, nog steeds voor het grootste gedeelte opgesloten in een groot blok ijs. Alleen zijn enorme gekrulde horens steken daar tot dusverre uit. Zijn helpers hebben tal van radiatoren om hem heen geplaatst om hem verder te bevrijden. In de schuur liggen ook alle ontvoerde kinderen, gevangen in jute zakken, maar verder nog ongedeerd.
Pietari bedenkt een plan. Door de helpers af te leiden, kan Piiparinen een helikopter bereiken. Daarmee tilt hij een groot net van de grond met daarin alle in jute zakken gevangen kinderen. Zodra hij wegvliegt, gaan alle helpers hem en zijn vracht achterna. Hierdoor krijgen Rauno en Aimo de gelegenheid om ongestoord gaten in het blok ijs om de Kerstman heen te boren en die vol te stoppen met explosieven. Pietari geeft Piiparinen daarna het teken om terug te komen met de kinderen. Hij gaat zelf in de rendierkooi zitten om de achter de helikopter aan jagende helpers daarin te lokken wanneer ze terugkomen. Zodra alle helpers zich in de kooi bevinden, blazen de mannen het blok ijs en het daarin opgesloten wezen aan gruzelementen.
Pietari dacht als lokaas zijn leven op te offeren, maar de dood van de Kerstman heeft een onverwachte bijwerking. Al zijn helpers veranderen plotseling in kalme, vreedzame, want nu doelloze schepsels. Hierdoor blijkt het enorm makkelijk om ze een volkomen nieuwe identiteit aan te leren. Rauno, Aimo en Piiparinen grijpen deze mogelijkheid aan om de 198 toch al op de traditionele Kerstman lijkende mannen aan te leren zich ook volledig als de goedgeefse kindervriend te gedragen. De Kerstmannen die ze zo kweken, verkopen ze vervolgens voor $85.000,- per stuk aan het buitenland, als zeldzaam exportproduct.

## Rolverdeling
- Onni Tommila - Pietari Kontio
- Jorma Tommila - Rauno Kontio
- Tommi Korpela - Aimo
- Rauno Juvonen - Piiparinen
- Per Christian Ellefsen - Riley
- Ilmari Järvenpää - Juuso